# Phare de l'îlot Chão

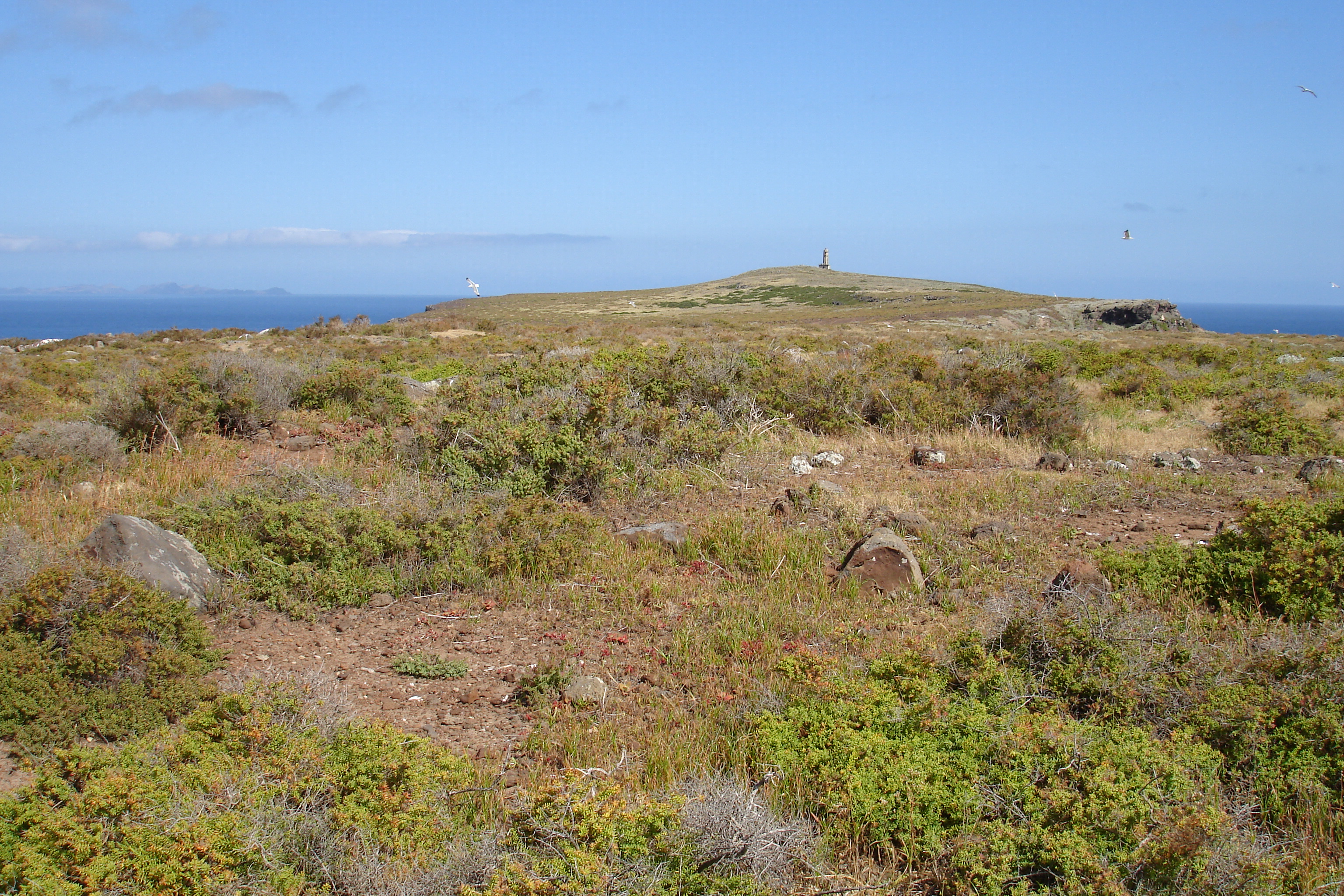

Le phare de l'îlot Chão est un phare situé sur l'îlot Chão (îles Desertas), au sud-est de l'île de Madère (Archipel de Madère - Portugal). Il se trouve dans le Parc naturel de Madère.
Il est géré par l'autorité maritime nationale du Portugal à Oeiras (Grand Lisbonne) .

## Histoire
C'est un phare récent construit en 1959. C'est une tour de 14 m de haut avec un petit bâtiment technique carré d'un étage. Le feu est monté sur un petit mât et il est alimenté par un panneau solaire. Le bâtiment est en très mauvais état, à cause des conditions maritimes.
Il émet deux longs flashs blancs toutes les 15 secondes. Il est situé à la pointe nord de l'îlot, à environ 25 km du phare de Ponta de São Lourenço.
Une permission spéciale est nécessaire pour visiter l'îlot car il est classé site naturel par le Réseau Natura 2000.
Identifiant : ARLHS : MAD001 ; PT-663 - Amirauté : D2720 - NGA : 23748 .

### Lien connexe
- Liste des phares de Madère